# Jadwiga Charzyńska
Jadwiga Charzyńska (ur. 3 września 1964 w Gozdowie) – malarka, menadżer kultury i muzealnik, dyrektor Centrum Sztuki Współczesnej „Łaźnia” w latach 2004–2024.

## Życiorys
Wychowała się w mazowieckiej wsi Gozdowo, w powiecie sierpeckim. W 1984 ukończyła Technikum Rolnicze w Płocku-Trzepowie (obecnie Zespół Szkół im. Leokadii Bergerowej w Płocku). Do 1986 pracowała jako dekorator PSS „Społem” w Płocku. Kilkakrotnie przystępowała do egzaminów na Akademię Sztuk Pięknych w Gdańsku. Po kilku próbach została przyjęta, jednak na kierunek architektura, a nie na malarstwo, które pierwotnie planowała studiować. W trakcie studiów na architekturze uczestniczyła w zajęciach z malarstwa, prowadzonych przez profesora Jerzego Ostrogórskiego, który dostrzegł jej talent i umożliwił przeniesienie się na wydział malarstwa. W trakcie studiów działała w Klubie Studentów Wybrzeża Żak. W latach 1991–1993 działała w Gdańskim Towarzystwie Przyjaciół Sztuki, kierowała biurem Festiwalu „Świat według Themersonów”. W latach 1992–1994 pracowała na stanowisku starszego adiunkta w Oddziale Sztuki Współczesnej Muzeum Narodowego w Gdańsku. W 1994 ukończyła studia na Wydziale Malarstwa i Grafiki Państwowej Wyższej Szkoły Sztuk Plastycznych w Gdańsku. W 1995 pełniła funkcję wicedyrektora Państwowej Galerii Sztuki w Sopocie. W 1996 ponownie związała się z Muzeum Narodowym w Gdańsku, gdzie objęła kierownictwo Sekcji Promocji Wydawnictw. Następnie w 2002 objęła stanowisko kierownika Działu Administracyjnego CSW „Łaźnia”. Po odejściu ówczesnej dyrektor Małgorzaty Lisiewicz, Charzyńska od 2003 pełniła obowiązki dyrektora, a w 2004 w drodze konkursu objęła stanowisko dyrektora, które pełniła do przejścia na emeryturę we wrześniu 2024. W marcu 2025 roku ponownie objęła stanowisko wicedyrektora Państwowej Galerii Sztuki w Sopocie, przejmując odpowiedzialność za pion administracyjno-gospodarczy.
W 2004 roku zainicjowała powstanie Galerii Zewnętrznej Miasta Gdańska, zajmującej się tworzeniem kolekcji dzieł sztuki w przestrzeni publicznej. 
Od 2015 członkini IKT (Międzynarodowe Stowarzyszenie Kuratorów Sztuki Współczesnej), od 2022 CIMAM (Międzynarodowy Komitet ds. Muzeów i Zbiorów Sztuki Nowoczesnej).

## Odznaczenia i nagrody
- Brązowy Medal „Zasłużony Kulturze Gloria Artis” (16 kwietnia 2024)[8]
- Medal Prezydenta Miasta Gdańska z okazji 25-lecia CSW Łaźnia (2023)[5]
- Nagroda Specjalna Marszałka Województwa Pomorskiego (2018)[5]
- Nagroda Specjalna Ministra Kultury i Dziedzictwa Narodowego (2015)[5]
- Jedna z najbardziej wpływowych postaci świata sztuki według portalu Culture.pl (2014)[7]
- Nagroda Prezydenta Miasta Gdańska w Dziedzinie Kultury z okazji jubileuszu 10-lecia miejskiej instytucji kultury Centrum Sztuki Współczesnej „Łaźnia” (2008)[9]